# Tristaniopsis laurina
Tristaniopsis laurina là một loài thực vật có hoa trong Họ Đào kim nương. Loài này được (Sm.) Peter G.Wilson & J.T.Waterh. miêu tả khoa học đầu tiên năm 1982.

## Hình ảnh

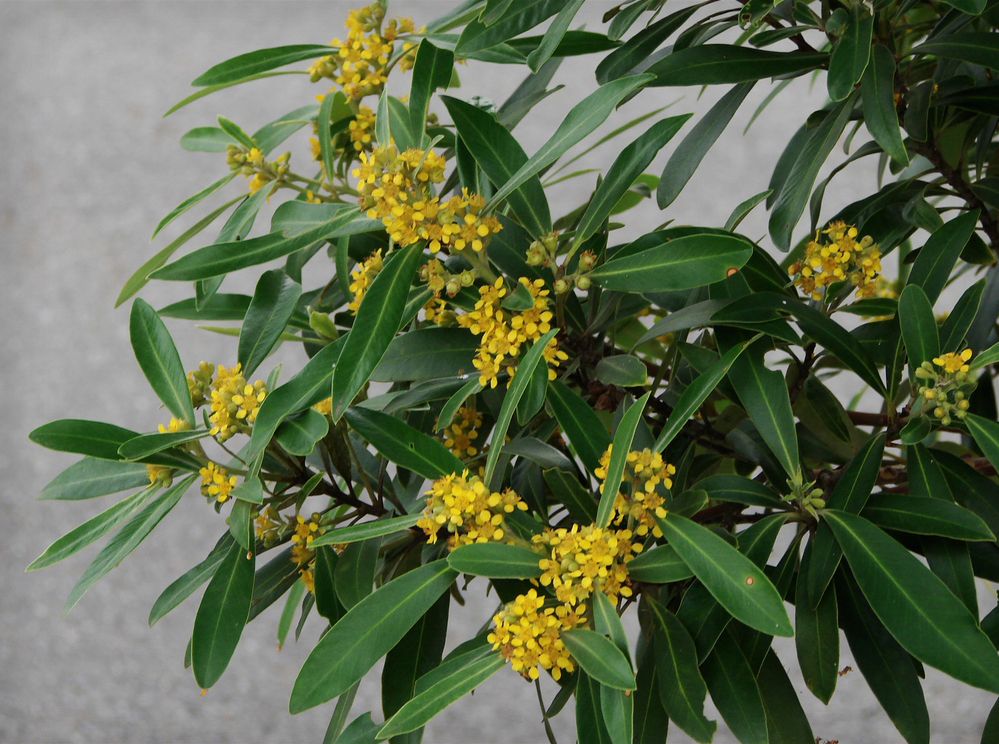
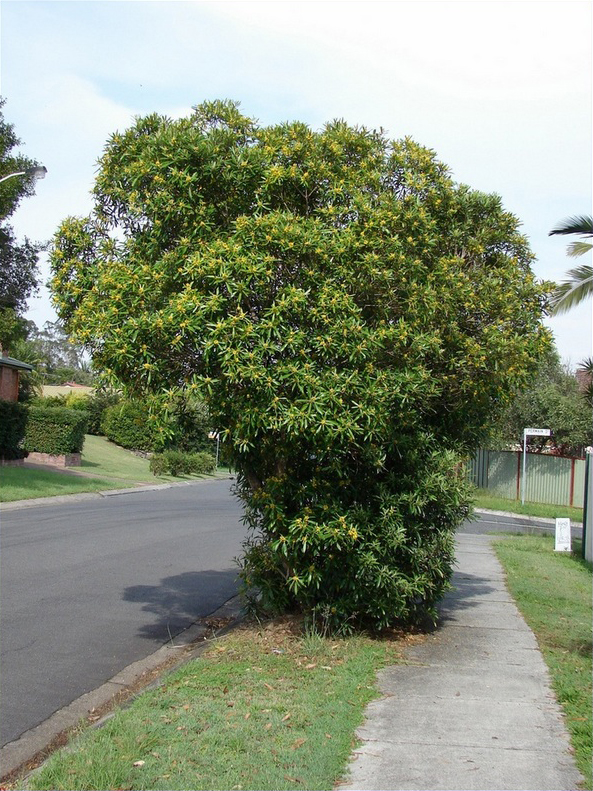
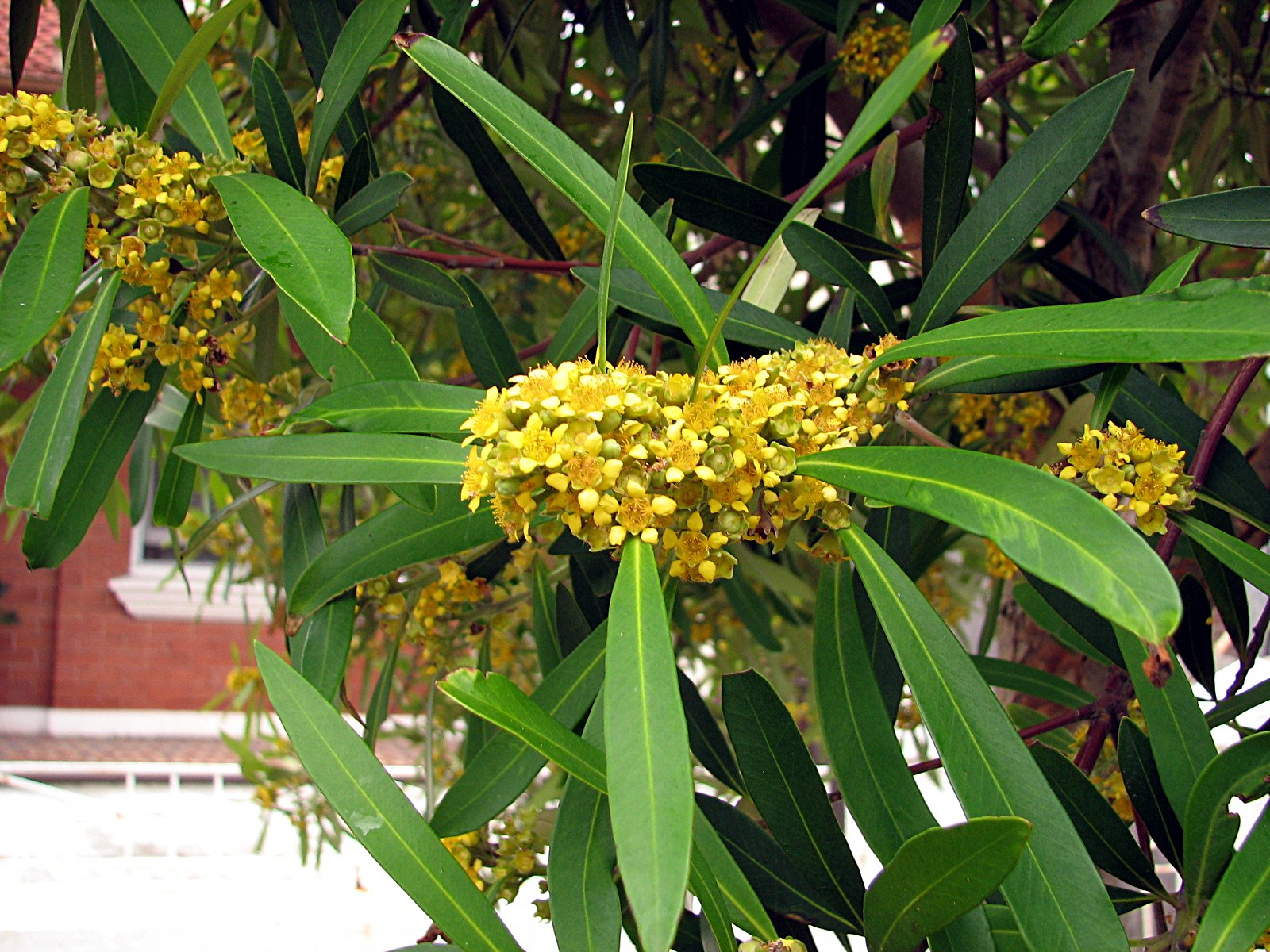
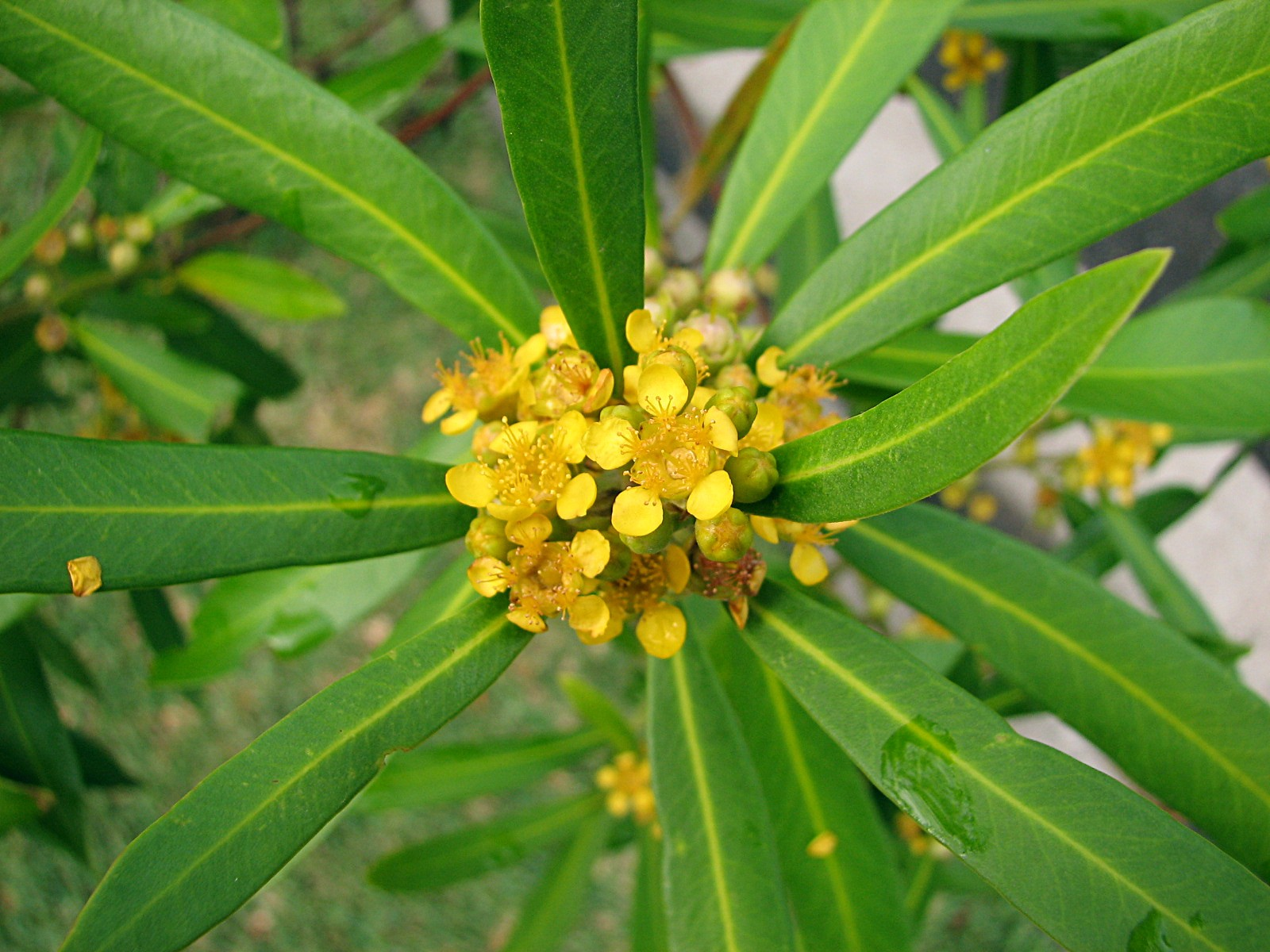